# Giulianova
Giulianova község (comune) Olaszország Abruzzo régiójában, Teramo megyében.

## Fekvése
A Salinello és Tordino folyók közti vízválasztó területén fekszik, az Adriai-tenger partján. Nyugaton Mosciano Sant’Angelo községgel, délen Roseto degli Abruzzival, északon Tortorettóval, keleten pedig az Adriai-tengerrel határos.

## Története
Az i. e. 3 században alapították a rómaiak Iulia Nova néven. A középkorban Castel San Flaviano név alatt volt ismert. 1460-ban elpusztították az Alessandro Sforza és Jacopo Piccinino nemesek közötti csatákban, de az 1470-es évek elejére újjáépítették. Ezt követően területére igényt tartott úgy a pápai állam, valamint a Nápolyi Királyság is, hiszen jelentős kikötővárosa volt az Adriai-tengernek. A turizmus fejlődésével egyidőben, a 19-20. században fejlődött ki a két tengerparti üdülőközpontja: Giulianova Nova és Borgo Marinaro.

## Népessége
A népesség számának alakulása:

## Főbb látnivalói
- San Flaviano-dóm
- Castello (középkori erőd)
- II. Viktor Emánuel emlékműve 1894-ből, amely az első olasz király Giulianovában tett látogatásának állít emléket